# Psilonyx minimensis
Psilonyx minimensis är en tvåvingeart som först beskrevs av Matsumura 1916.  Psilonyx minimensis ingår i släktet Psilonyx och familjen rovflugor. Inga underarter finns listade i Catalogue of Life.